# Mercier-BP-Hutchinson
La Mercier-BP-Hutchinson era una squadra maschile francese di ciclismo su strada, attiva tra i professionisti dal 1936 al 1969. Dal 1961 scelse di non partecipare più al Giro d'Italia.
Nei quattro decenni di attività fu sponsorizzata dall'azienda di biciclette Mercier, risultando una delle squadre più longeve e vincenti del periodo grazie anche a campioni come Rik Van Steenbergen (1945-1954), Louison Bobet (1955-1960, con il marchio filiale L. Bobet) e Raymond Poulidor (1960-1969).
Al termine della stagione 1969 si fuse con la spagnola Fagor per formare la nuova Fagor-Mercier-Hutchinson.

## Cronistoria

### Annuario
| Anno | Codice | Nome                  | Cat. | Biciclette | Dirigenza                    |
| ---- | ------ | --------------------- | ---- | ---------- | ---------------------------- |
| 1936 | -      | Mercier-Hutchinson    | Pro  | Mercier    | Dir. sportivi: ?             |
| 1937 | -      | Mercier-Hutchinson    | Pro  | Mercier    | Dir. sportivi: ?             |
| 1938 | -      | Mercier-Hutchinson    | Pro  | Mercier    | Dir. sportivi: ?             |
| 1939 | -      | Mercier-Hutchinson    | Pro  | Mercier    | Dir. sportivi: ?             |
| 1940 | -      | Mercier-Hutchinson    | Pro  | Mercier    | Dir. sportivi: ?             |
| 1941 | -      | Mercier-Hutchinson    | Pro  | Mercier    | Dir. sportivi: ?             |
| 1942 | -      | Mercier-Hutchinson    | Pro  | Mercier    | Dir. sportivi: ?             |
| 1943 | -      | Mercier-Hutchinson    | Pro  | Mercier    | Dir. sportivi: ?             |
| 1944 | -      | Mercier-Hutchinson    | Pro  | Mercier    | Dir. sportivi: ?             |
| 1945 | -      | Mercier-Hutchinson    | Pro  | Mercier    | Dir. sportivi: ?             |
| 1946 | -      | Mercier-Hutchinson    | Pro  | Mercier    | Dir. sportivi: ?             |
| 1947 | -      | Mercier-Hutchinson    | Pro  | Mercier    | Dir. sportivi: ?             |
| 1948 | -      | Mercier-Hutchinson    | Pro  | Mercier    | Dir. sportivi: ?             |
| 1949 | -      | Mercier-Hutchinson    | Pro  | Mercier    | Dir. sportivi: ?             |
| 1950 | -      | Mercier-Hutchinson    | Pro  | Mercier    | Dir. sportivi: ?             |
| 1951 | -      | Mercier-Hutchinson    | Pro  | Mercier    | Dir. sportivi: ?             |
| 1952 | -      | Mercier-Hutchinson    | Pro  | Mercier    | Dir. sportivi: ?             |
| 1953 | -      | Mercier-Hutchinson    | Pro  | Mercier    | Dir. sportivi: Antonin Magne |
| 1954 | -      | Mercier-BP-Hutchinson | Pro  | Mercier    | Dir. sportivi: Antonin Magne |
| 1955 | -      | Mercier-BP-Hutchinson | Pro  | Mercier    | Dir. sportivi: Antonin Magne |
| 1956 | -      | Mercier-BP-Hutchinson | Pro  | Mercier    | Dir. sportivi: Antonin Magne |
| 1957 | -      | Mercier-BP-Hutchinson | Pro  | Mercier    | Dir. sportivi: Antonin Magne |
| 1958 | -      | Mercier-BP-Hutchinson | Pro  | Mercier    | Dir. sportivi: Antonin Magne |
| 1959 | -      | Mercier-BP-Hutchinson | Pro  | Mercier    | Dir. sportivi: Antonin Magne |
| 1960 | -      | Mercier-BP-Hutchinson | Pro  | Mercier    | Dir. sportivi: Antonin Magne |
| 1961 | -      | Mercier-BP-Hutchinson | Pro  | Mercier    | Dir. sportivi: Antonin Magne |
| 1962 | -      | Mercier-BP-Hutchinson | Pro  | Mercier    | Dir. sportivi: Antonin Magne |
| 1963 | -      | Mercier-BP-Hutchinson | Pro  | Mercier    | Dir. sportivi: Antonin Magne |
| 1964 | -      | Mercier-BP-Hutchinson | Pro  | Mercier    | Dir. sportivi: Antonin Magne |
| 1965 | -      | Mercier-BP-Hutchinson | Pro  | Mercier    | Dir. sportivi: Antonin Magne |
| 1966 | -      | Mercier-BP-Hutchinson | Pro  | Mercier    | Dir. sportivi: Antonin Magne |
| 1967 | -      | Mercier-BP-Hutchinson | Pro  | Mercier    | Dir. sportivi: Antonin Magne |
| 1968 | -      | Mercier-BP-Hutchinson | Pro  | Mercier    | Dir. sportivi: Antonin Magne |
| 1969 | -      | Mercier-BP-Hutchinson | Pro  | Mercier    | Dir. sportivi: Antonin Magne |